# Madо̄gushi Dahlia wa Utsumukanai: Kyō kara Jiyū na Shokunin Life
Madо̄gushi Dahlia wa Utsumukanai: Kyō kara Jiyū na Shokunin Life (魔導具師ダリヤはうつむかない ～今日から自由な職人ライフ～?) es una serie de novelas ligeras japonesas escritas por Hisaya Amagishi. La serie se originó en el sitio web Shōsetsuka ni Narō en abril de 2018, antes de ser publicada impresa con ilustraciones de Kei por Media Factory a partir de octubre de 2018. Se han publicado nueve volúmenes. 
Dos adaptaciones de manga, ilustradas por Kamada y Megumi Sumikawa, comenzaron a serializarse en la revista Comp Ace y en el sitio web Mag Comi en abril de 2019. La primera serie completó su serialización en febrero de 2020 con sus capítulos recopilados en dos volúmenes, mientras que la segunda serie, titulada Magic Artisan. Dahlia Wilts No More, se ha publicado en seis volúmenes. Una adaptación de la serie de televisión de anime producida por Typhoon Graphics e Imagica Infos se estrenó en julio a septiembre de 2024.

## Sinopsis
Dahlia, artesana de dispositivos mágicos, es una mujer reencarnada, a quien su prometido Tobias le dice que desea anular su compromiso poco después de que se muden juntos. Ella cumple gustosa, ya que nunca quiso el matrimonio; en lugar de centrarse en su oficio. Esto la llevó a hacerse amiga de un caballero local llamado Wolfred.

## Personajes
Dahlia Rossetti (ダリヤ・ロセッティ Dariya Rosetti?)
 Seiyū: Saori Ōnishi
Tobias Orlando (トビアス・オルランド Tobiasu Orurando?)
 Seiyū: Atsushi Tamaru
Wolfred Scalfarotto (ヴォルフレード・スカルファロット Borufurēdo Sukarufarotto?)
 Seiyū: Atsushi Tamaru
Irma Nuvolari (イルマ・ヌヴォラーリ Iruma Nuvuorāri?)
 Seiyū: Riho Iida
Marcella Nuvolari (マルチェラ・ヌヴォラーリ Maruchera Nuvuorāri?)
 Seiyū: Kenichiro Matsuda
Lucia Fano (ルチア・ファーノ Ruchia Fāno?)
 Seiyū: Fūka Izumi
Ivano Badoer (イヴァーノ・バドエル Ivuāno Badoeru?)
 Seiyū: Hiroki Takahashi
Gabriella Jedda (ガブリエラ・ジェッダ Gaburiera Jedda?)
 Seiyū: Yuriko Yamaguchi
Carlo Rossetti (カルロ・ロセッティ Karuro Rosetti?)
 Seiyū: Ken Narita
Emilia Tullini

## Contenido de la obra

### Novela ligera
La novela fue escrita por Hisaya Amagishi, la serie comenzó a publicarse en el sitio web de publicación de novelas Shōsetsuka ni Narō el 1 de abril de 2018. Posteriormente, la serie fue adquirida por Media Factory, quien comenzó a publicar la serie impresa con ilustraciones de Kei el 25 de octubre de 2018. Hasta diciembre de 2023, se han publicado nueve volúmenes.
| Volúmenes de novelas ligeras publicadas | Volúmenes de novelas ligeras publicadas | Volúmenes de novelas ligeras publicadas |
| Número                                  | Fecha de lanzamiento                    | ISBN                                    |
| --------------------------------------- | --------------------------------------- | --------------------------------------- |
| 1                                       | 25 de octubre de 2018                   | ISBN 978-4-04-065307-5                  |
| 2                                       | 25 de abril de 2019                     | ISBN 978-4-04-065634-2                  |
| 3                                       | 25 de septiembre de 2019                | ISBN 978-4-04-064059-4                  |
| 4                                       | 25 de febrero de 2020                   | ISBN 978-4-04-064454-7                  |
| 5                                       | 25 de septiembre de 2020                | ISBN 978-4-04-064941-2                  |
| 6                                       | 24 de abril de 2021                     | ISBN 978-4-04-680376-4                  |
| 7                                       | 25 de octubre de 2021                   | ISBN 978-4-04-680836-3                  |
| 8                                       | 24 de junio de 2022                     | ISBN 978-4-04-681176-9                  |
| 9                                       | 25 de diciembre de 2023                 | ISBN 978-4-04-681932-1                  |

### Manga
Una adaptación a manga, ilustrada por Kamada, comenzó a serializarse en la revista Comp Ace de Kadokawa Shoten el 26 de abril de 2019. Completó la serialización el 26 de febrero de 2020. Los capítulos individuales de la serie se recopilaron en dos volúmenes de tankōbon.
Otra adaptación de manga, titulada Magic Artisan Dahlia Wilts No More e ilustrada por Megumi Sumikawa, comenzó a serializarse en el sitio web Mag Comi de Mag Garden el 25 de abril de 2019. En agosto de 2023, los capítulos individuales de la serie se recopilaron en seis volúmenes de tankōbon. En septiembre de 2021, Seven Seas Entertainment anunció que había obtenido la licencia de la serie para su publicación en inglés.

### Anime
Se anunció una adaptación de la serie de televisión de anime durante la transmisión en vivo del décimo aniversario del sello de novelas ligeras de MF Books el 27 de agosto de 2023. Será producido por Typhoon Graphics e Imagica Infos, y dirigido por Yosuke Kubo, con guiones escritos por Yuichiro Higashide, diseños de personajes a cargo de Satomi Kurita y música compuesta por Kow Otani. La serie se emitió del 6 de julio al 21 de septiembre de 2024 en AT-X y otras cadenas. Nako Misaki interpretará el tema de apertura "Chiisana Tsubomi", mientras que Marina Horiuchi interpretará el tema de cierre "Glitter". Crunchyroll obtuvo la licencia de la serie fuera de Asia.